# Adalgiso Ferraris
Adalgiso Ferraris (Novara, 16 febbraio 1890 – Woolwich, 31 dicembre 1968) è stato un compositore e pianista italiano naturalizzato inglese.
Gli arrangiamenti e le composizioni di Ferraris erano basati su generi classici e popolari, con un sapore particolare di tradizioni gitane, ungheresi e russe. Tra le sue canzoni più conosciute ci sono la romantica canzone russa "Occhi neri", "Calinerie", "Souvenir d'Ukraine", "The Russian Pedlar", "Two Guitars" e "A Balalaika"

## Biografia

### I primi anni
Ferraris nacque a Novara in Piemonte. Studiò poi alla Regia Accademia Filarmonica di Bologna, e studiò pianoforte e composizione musicale con Manfredi e Crescentino.

### Esperienza in Russia
Nel 1910 Ferraris si recò in Russia per studiare con Tchevnioroshy a San Pietroburgo. Qui mantenne gli studi suonando negli ultimi anni della movida "belle Epoque" della capitale.
Ha sviluppato le sue abilità soprattutto nel concertino e soprattutto nella musica zigana. Nel 1912 divenne pianista in un'orchestra nella quale suonò anche dentro Carskoe Selo.

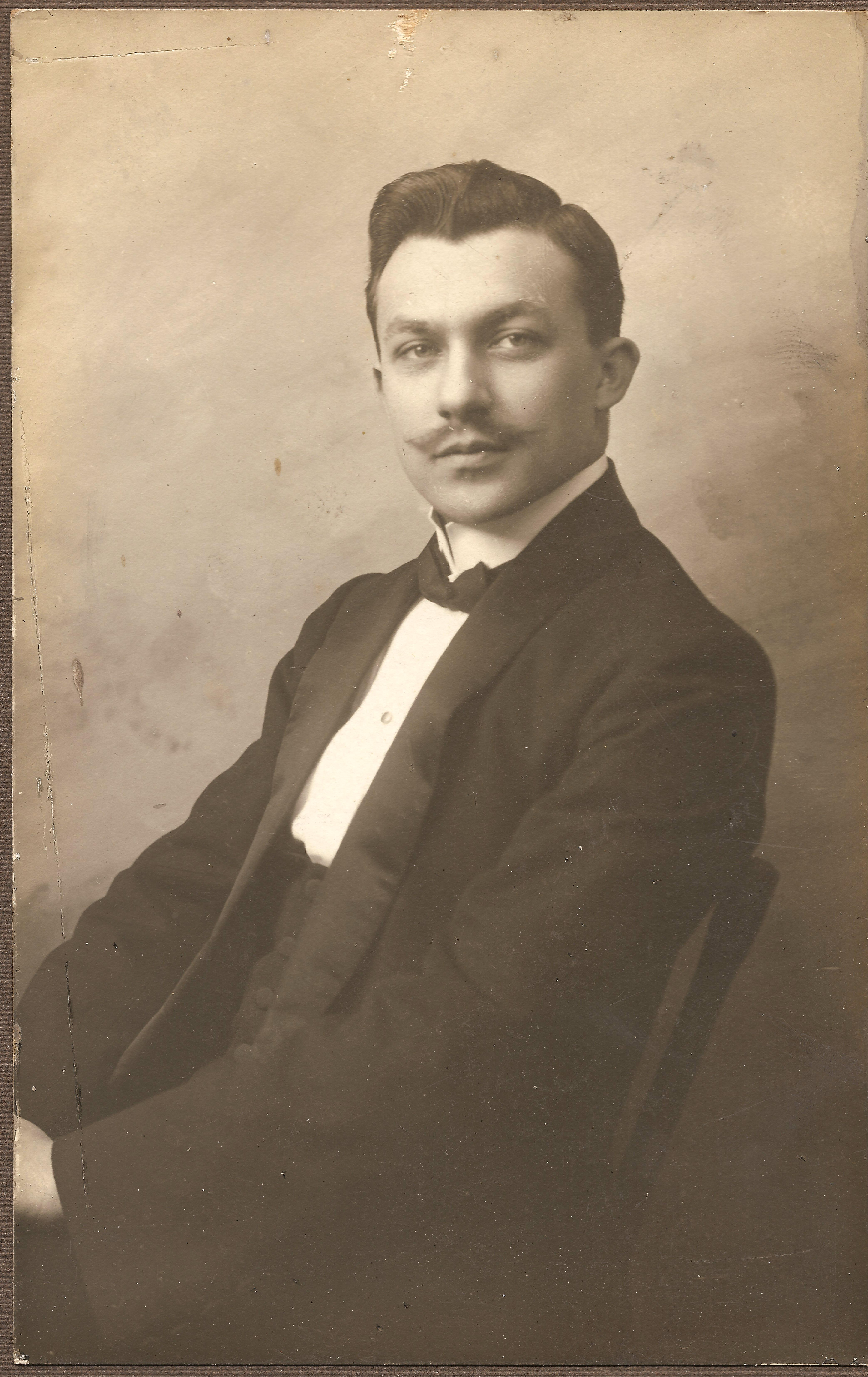
Ferraris a San Pietroburgo nel 1912
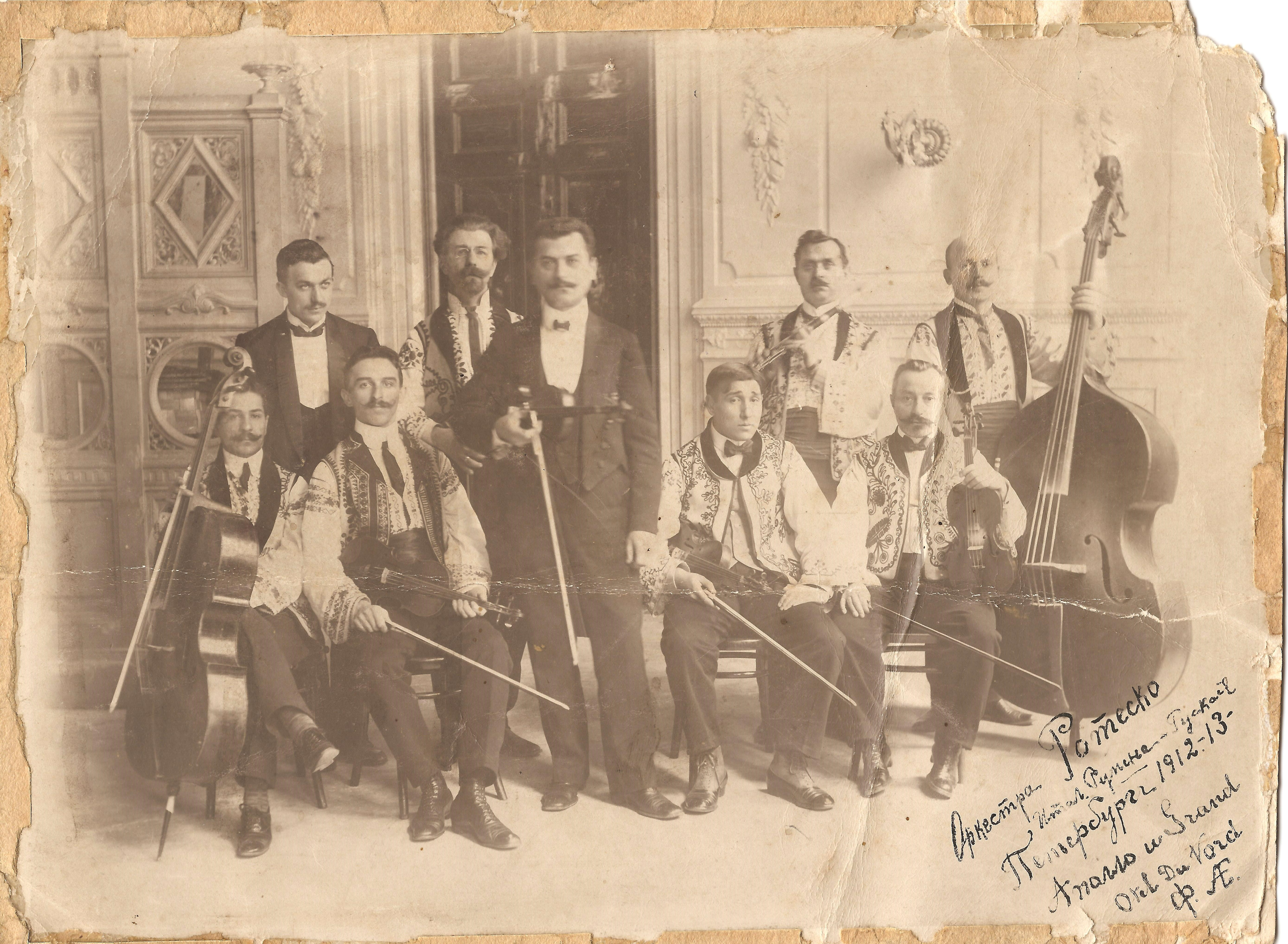
Orchestra da salotto di Ferraris al Grand Hotel du Nord, San Pietroburgo

Una delle sue canzoni più famose in stile russo è "Occhi neri", pubblicato attorno al 1910 come Schwarze Augen con l'editore tedesco Otto Kuhl. Ferraris lo pubblicò poi nuovamente nel 1931 con Paris Editions Salabert, come "Tes yeux noirs (impression russe) " e con Jacques Liber, il 9 ottobre 1931, come "Occhi neri".
La canzone fu un successo degli anni '30, con artisti come Albert Sandler filmato dal British Pathé nel 1932, Leslie Jeffries filmato dal British Pathé nel 1939 e cantata da Al Bowlly, con le parole di Albert Mellor.
Lo stesso Ferraris può essere visto in un film British Pathé del 1934 di Alfredo e la sua banda zigana, seduto nell'orchestra dietro il solista Alfredo. A volte suonavano insieme, come mostrato in questa foto qui sotto all'Alexandra Palace di Londra.

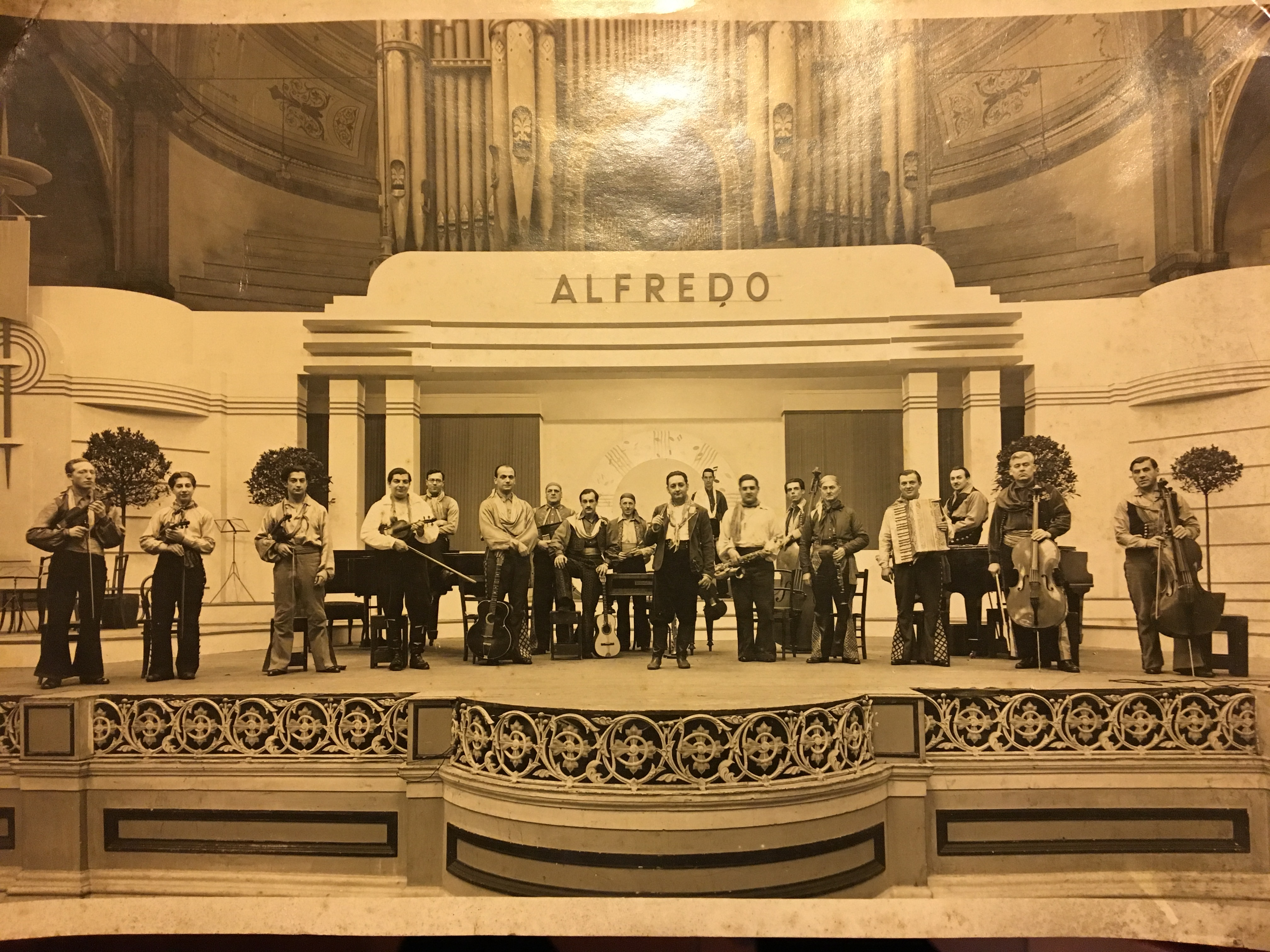
Ferraris all'Alexandra Palace di Londra nel 1935, con Alfredo e la sua orchestra

Tra le altre versioni, una registrazione del 1941 di Dark Eyes (di Ferraris) suonata da Harry Parry e il suo sestetto radiofonico fu un successo durante la guerra, e un'interpretazione molto originale per chitarra elettrica, suonata da Chet Atkins. La versione di Ferraris è suonata ancora oggi da molti artisti come il Trio Artemis e Hristo Kardjiev. Il brano è stato registrato in Italia da Nino Impallomeni e dalla sua orchestra, e da Don Rico e la sua Orchestra.

### Prima guerra mondiale
Ferraris fu catturato dalla guerra in Russia e viaggiò attraverso la Finlandia attraverso l'Inghilterra per tornare in Italia e arruolarsi nell'esercito italiano.

### Successo in Inghilterra
Dopo la prima guerra e il matrimonio nel 1920 con Adele Brunelli, Ferraris si recò a Londra, dove suonò con la sua band, la Novarese Band, compose e pubblicò molte canzoni famose.
A Londra, Ferraris suonò nella Piccadilly Orchestra e in altre orchestre londinesi e conobbe molti musicisti dell'epoca che suonavano la sua musica, tra cui i violinisti Al Bowlly, Albert Sandler e Leslie Jeffries. Molto prolifica è stata anche la sua collaborazione con Max Jaffa, con molte canzoni di Ferraris registrate da Jaffa, come, nuovamente, Dark Eyes, "Souvenir d'Ukraine", Gipsy Idylle, e altre canzoni, come mostrato nel Vocalion Broadcast del novembre 1932.
Nel 1932 Ferraris scrisse "The Russian Pedlar", che divenne uno dei suoi maggiori successi, suonato da gruppi come The Commodore Grand Orchestra.
Nel 1936 Mantovani e la sua band portano al successo "A Balalaika" come tango.
Un'altra famosa canzone di Ferraris degli anni '30 sono gli arrangiamenti orchestrali e per pianoforte di Two Guitars, che sono ancora un successo per le band in tournée, tra cui la Budapest Gypsy Symphony Orchestra e altri come Zoltan Maga.
Alla fine degli anni Trenta, la cantante italiana Dora Menichelli con il famoso duo Bormioli-Semprini registra, con la Parlophon, alcune canzoni di Ferraris in italiano, tra cui "la canzone che nome non ha", attualmente conservata al Museo Italiano dell'Audiovisivo e del Cinema.
Ecco un elenco di alcune delle sue canzoni meno conosciute:
- Flor Gitana[27]
- T'aspetto questa sera[28]
- Idylle Tzigane[29]
- In a gipsy camp
- Rose of Spain
- Midnight follies
- La vita è bella
- A fete in Santa Lucia, parte della suite "bella Napoli", e suonata anche da Mantovani e dalla sua orchestra
- Galanteria

### Gli ultimi anni
Allo scoppio della seconda guerra mondiale ritornò in Italia come cittadino italiano e vi rimase fino alla fine della guerra. Tornò poi in Inghilterra, naturalizzandosi britannico. Nei tempi difficili della Londra del dopoguerra ricominciò la sua carriera musicale e fondò anche una casa editrice musicale.

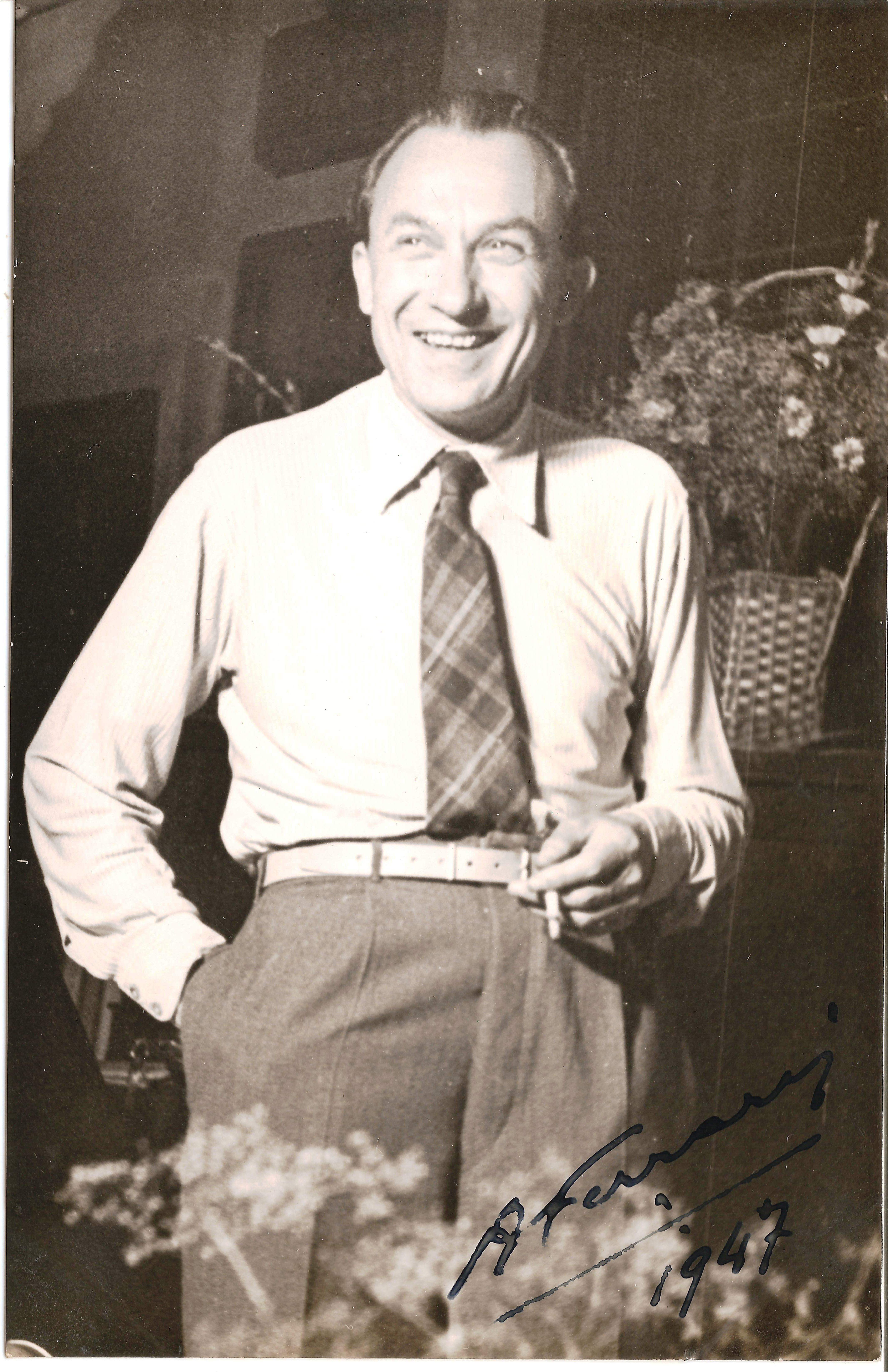
Il musicista e compositore Adalgiso Ferraris a Londra nel 1947

Continuò a vivere a Londra, componendo e suonando musica sul suo amato "Pleyel" d'antiquariato, fino alla sua morte, avvenuta nel 1968, nella sua casa di Woolwich.